# Elise Steiger-Meyer

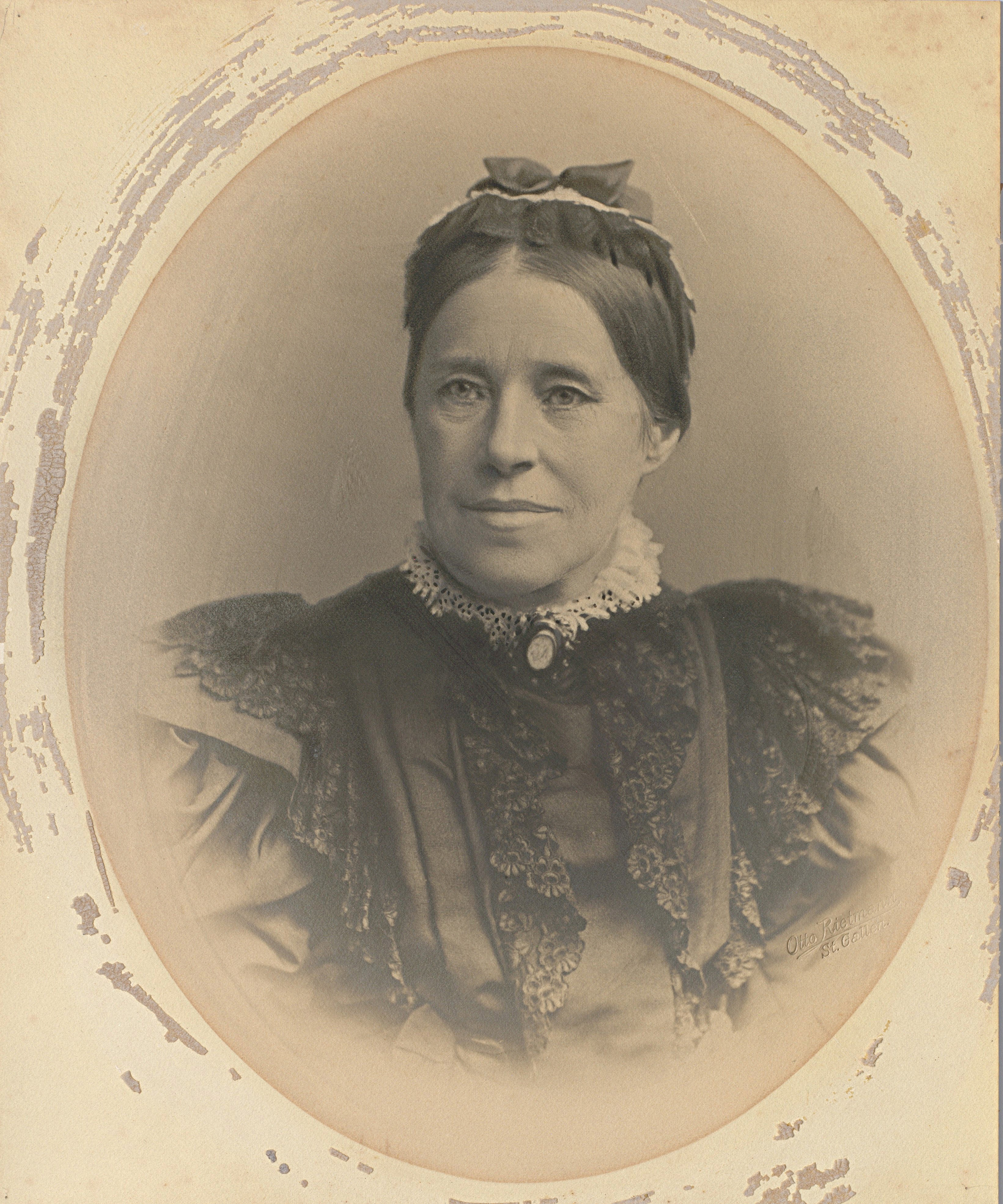
Elise Steiger-Meyer, um 1885, porträtiert von Fotograf Otto Rietmann, St. Gallen.

Elise Steiger-Meyer (* 16. Juni 1838 in Herisau; † 20. April 1905 ebenda) war eine Schweizer Sozialfürsorgerin und Redaktorin aus dem Kanton Appenzell Ausserrhoden.

## Leben
Elise Steiger-Meyer war Tochter von Emanuel Meyer und Elise Wetter. Ihr wurde als Mitglied der Industriellenfamilie Meyer-Wetter von Herisau eine sehr gute schulische Bildung mit Aufenthalt in einem Mädchenpensionat in Lausanne zuteil.
Sie gründete nach ihrer Rückkehr eine Sonntagsschule sowie eine Strickschule für Mädchen ärmerer Familien. Daneben begann sie, Kranke zu besuchen. 1859 heiratete sie den Textilindustriellen und Pietisten Jakob Steiger. 1865 regte sie die Einrichtung einer Krankenstation für diejenigen Arbeiterinnen an, die im Betrieb ihres Mannes als Nachstickerinnen und Verweberinnen arbeiteten. Es entstand das erste Krankenhaus in Appenzell Ausserrhoden. Aus diesem ging das heutige Spital Herisau hervor.
Elise Steiger-Meyer betätigte sich neben der Krankenpflege und Sozialfürsorge als Redaktorin. Von 1869 bis zu ihrem Tod gab sie den Illustrierten Hausfreund heraus. Es ist das älteste Monatsblatt für die Familie in der deutschsprachigen Schweiz. Der Hausfreund erschien als Beilage zum Appenzeller Sonntagsblatt. Er hatte einen religiös-pädagogischen Charakter.
Ab 1895 war sie in dem von ihrer Schwester präsidierten appenzellischen Verein der Freundinnen junger Mädchen tätig.